# Sören Fex
Lars Sören Fex, född 11 juli 1927 i Helsingborg, död 9 januari 2021, var en svensk läkare. Han var son till Filip Fex och Tora Garm-Fex, svärson till Ernst C:son Herslow och far till Christian Fex. 
Efter studentexamen i Söderhamn 1946 studerade Fex vid Lunds universitet och blev medicine kandidat 1950 och medicine licentiat 1956.
Han innehade olika läkarförordnanden vid Malmö allmänna sjukhus 1956–1960 och 1962 och vid Lunds lasarett 1960–1961 samt blev specialist på röst- och talrubbningar 1963 och föreståndare för avdelningen för dessa rubbningar vid Lunds lasarett samma år. År 1970 blev han medicine doktor vid Lunds universitet på avhandlingen Experimentell re-innervation av skelettmuskel och dess tillämpning vid larynxpareser samt docent i foniatri där samma år. Han var överläkare vid Lunds lasarett 1974–1992.